# Romeo Candazo
Romeo D. "Ome" Candazo (Marikina, 18 juni 1952 – 19 augustus 2013) was een Filipijns politicus en mensenrechtenadvocaat.

## Biografie
Romeo Candazo werd geboren op 18 juni 1952 in Marikina. Na de Concepcion Elementary School ging hij naar de University of the Philippines High School. Aansluitend studeerde hij geschiedenis op de University of the Philippines. Tijdens zijn studietijd en de jaren erna was Candoza een van de activisten die zich verzetten tegen het regime van president Ferdinand Marcos. Hij werd hiervoor drie keer opgepakt: in 1973, in 1975 en in 1979. In 1975 voltooide hij zijn bachelor-opleiding geschiedenis aan de University of the Philippines (UP). Nadien was hij van 1975 tot 1986 professor aan het Maryknoll College. In 1986 voltooide Candazo een bachelor-opleiding rechten aan de UP en in 1987 slaagde hij bovendien voor het toelatingsexamen van de Filipijnse balie. Nadien was hij actief als mensenrechtenadvocaat en in die hoedanigheid zette Candoza zich in voor slachtoffers van het dictatoriale regime van Ferdinand Marcos. Hij was een van de oprichters van SELDA (Samahan ng mga Ex-Detainees Laban sa Detensyon at Aresto), een organisatie die een Class action-rechtszaak begon tegen Marcos en president van de First Quarter Storm Foundation, een associatie van veteranen van anti-Marcos activisten.
In 1988 was hij werkzaam als consultant voor het ministerie van Milieu en Natuurlijke Hulpbronnen (DENR) en het jaar daarop was Candazo directeur voorlichting op het Ministerie van Landbouwhervormingen. Van 1990 tot 1992 was hij viceconsul op het ministerie van buitenlandse zaken. In 1992 werd Candazo namens de Liberal Party gekozen als afgevaardigde van Marikina in het Filipijns Huis van Afgevaardigden. Bij de verkiezingen in 1995 en in 1998 werd hij herkozen. In het Huis stond hij bekend als iemand die zich sterk inzette voor de gewone man en mensenrechtenslachtoffers. Hij was hij onder andere lid van de commissies voor lokaal bestuur, recht, buitenlandse zaken, goed bestuur, hoger onderwijs, volkshuisvesting en stedelijke ontwikkeling, arbeid en werkgelegenheid, publieke orde en veiligheid en veteranen. In 1996 lichtte Candazo in het geheim de landelijke krant Philippine Daily Inquirer in over de corrupte gang van zaken bij de besteding van de zogenaamde pork barrel door diverse van zijn collega's in het Filipijns Congres. De artikelen hierover zorgden voor veel ophef. Pas na zijn dood maakte de krant bekend dat Candazo hun oorspronkelijk bron was geweest.
Bij de verkiezingen van 2010 stelde hij zich namens de politieke partij PMP opnieuw kandidaat als afgevaardigde, ditmaal namens het tweede kiesdistrict van Marikina. Hij eindigde echter als derde achter winnaar Miro Quimbo. Nadien was hij nog radiopresentator bij dzFE, waar hij Filipijnse overzeese arbeiders te hulp schoot. Candazo overleed in 2013 op 61-jarige leeftijd aan de gevolgen van hartfalen. Vlak voor zijn dood was hij bezig met het afronden van een boek A Time of Heroes: Activism During Martial Law Years. Candazo was getrouwd met Zoraida Hallare en kreeg met haar twee dochters.